# Marcel Grosdidier de Matons
Pour les articles homonymes, voir Grosdidier.
Marcel Victor Félix Grosdidier de Matons, né à Paris le 9 novembre 1885 et mort à Paramé (Ille-et-Vilaine) le 2 décembre 1945, est un historien et géographe français.

## Biographie
Marcel Victor Félix Grosdidier est le fils de Félix Anatole Grosdidier, tailleur, et de Louise Clotilde Dematons.
Docteur ès lettres, professeur agrégé d'histoire et géographie, il écrit de nombreux ouvrages sur l'histoire de la Lorraine, primés par l'Académie française. Ses thèses sur le Barrois font référence. Il publie également des études de géographie urbaine et rurale, du Cantal et de la Lorraine.
Professeur d'histoire-géographie, il exerce une influence décisive sur Pierre Chaunu (1923-2009), alors son très jeune élève, lui révélant sa vocation.
Il est également journaliste parlementaire et secrétaire de la Banque franco-égyptienne. 
Il a donné son nom à une rue de Metz dans le quartier de Plantières,.
Il est le grand-père de François Grosdidier, maire de Metz depuis 2020.

## Publications
- Le Comté de Bar, des origines au traité de Bruges (vers 950-1301), Bar-le-Duc, Société des lettres, sciences et arts de Bar-le-Duc, coll. « Mémoires de la Société des lettres, sciences et arts de Bar-le-Duc » (no 43), 1921, 741 p. (lire en ligne)[7],[8].
- Catalogue des actes des comtes de Bar de 1022 à 1239 : Thèse complémentaire pour le doctorat es-lettres, Bar-le-Duc, 1922 (lire en ligne)
- « Aurillac. Étude de géographie urbaine », Revue de géographie alpine, t. 13, no 2,‎ 1925, p. 265-286 (lire en ligne).
- « La Châtaigneraie cantalienne », Revue de géographie alpine, t. 15, no 2,‎ 1927, p. 249-277 (lire en ligne).
- Metz, Paris, H. Laurens, coll. « Les villes d'art célèbres », 1929, 160 p.[9].
- En Lorraine : De l’Argonne aux Vosges, Grenoble, Arthaud, coll. « Les Beaux Pays », 1932[3].
- Le Mystère de Jeanne d'Arc (Prix Montyon, 1937).
- Nouveau Guide de Metz.
- En Lorraine : Au cœur de la Lorraine (Prix Erckmann-Chatrian, 1935)[10].

## Distinctions
- Chevalier de la Légion d'honneur en 1938[11].
- Officier de l'Instruction publique
- Chevalier du Dragon d'Annam.